# Csatavirágfélék
A csatavirágfélék (Polemoniaceae) a hangavirágúak (Ericales) rendjébe tartozó növénycsalád. 18-25 nemzetség 270-400, többnyire egyéves növényfaja tartozik ide. Az északi félgömbön és Dél-Amerikában honos növények diverzitásának központja Észak-Amerika nyugati részén, leginkább Kaliforniában található. Egyetlen nemzetség, a névadó csatavirág (Polemonium) található meg Európában (a ritka kék csatavirág), kettő  (Phlox és Polemonium) Ázsiában, ahol a hideg mérsékelt és sarkvidéki régiókban él; mindkét nemzetség előfordulása gyakoribb Észak-Amerikában, ami arra utal, hogy viszonylag új keletű a kolonizáció Észak-Amerikából az Óvilág irányába.

## Rendszertan
A családot a legtöbb valódi kétszikűcsaládtól megkülönbözteti, hogy magháza három termőlevélből forrt össze. Leveleik átellenesek, viráguk sugaras, csészéjük és pártájuk is forrt (5-5 csésze, illetve sziromlevélből), 5, a szirmokra nőtt porzójuk van.
A család leírása évtizedekig Verne Grant 1959-es publikációján alapult, de az új molekuláris genetikai, valamint a párta erezetén, a virágporon és a jelen lévő flavonoidokon alapuló bizonyítékok a család új leírásához vezettek, így Grant 1998-as leírásához is.  Ez két alcsaládra osztja a családot. A Cobaeoideae 6 trópusi/szubtrópusi nemzetséget tartalmaz, 5 nemzetségcsoportba sorolva. A Polemonioideae alcsalád 13 mérsékelt égövi nemzetségét Grant 3 nemzetségcsoportban helyezte el, de azzal a megjegyzéssel, hogy azok határai nem világosak, és a nemzetségekre osztás hasznosabb lehet ebben az alcsaládban.

## Felhasználása
Bár kevés fajuk bír gazdasági fontossággal, néhányukat dísznövényként ültetik, mint az Ipomopsis aggregata (vörös gilia) egyedeit, valamint a Phlox és Polemonium nemzetségek több faját. A kantuta (Cantua buxifolia) Bolívia és Peru nemzeti virága.

## Fordítás
- Ez a szócikk részben vagy egészben a Polemoniaceae című angol Wikipédia-szócikk ezen változatának fordításán alapul.  Az eredeti cikk szerkesztőit annak laptörténete sorolja fel. Ez a jelzés csupán a megfogalmazás eredetét és a szerzői jogokat jelzi, nem szolgál a cikkben szereplő információk forrásmegjelöléseként.